# Inside Job (Fernsehserie)
Inside Job ist eine US-amerikanische Animations-Fernsehserie des Video-on-Demand-Anbieters Netflix. Die ersten zehn Folgen der ersten Staffel wurden am 22. Oktober 2021 veröffentlicht. Der zweite Teil der ersten Staffel mit weiteren 8 Folgen wurde am 18. November 2022 veröffentlicht. Die Serie wurde offiziell im Juni 2022 um eine zweite Staffel verlängert. Am 8. Januar 2023 gab die Macherin der Serie, Shion Takeuchi, jedoch bekannt, dass Netflix die Serie eingestellt hatte.

## Handlung
In der Serie geht es um die Organisation Cognito Inc., die für die Geheimhaltung von Verschwörungen zuständig ist. Dabei werden zahlreiche Verschwörungstheorien, wie beispielsweise Chemtrails oder Reptiloide, als real dargestellt und parodiert. Cognito Inc. wird von einer nicht näher beschriebenen Geheimorganisation, dem Schattenvorstand, kontrolliert.

## Figuren
- Reagan Ridley, eine Frau in den Dreißigern, ist die Protagonistin der Serie. Sie arbeitet in einer Führungsposition bei Cognito Inc. und zeichnet sich durch ihre Intelligenz aus. Probleme bereitet ihr vor allem ihre soziale Unbeholfenheit – so wird mehrfach darauf hingewiesen, dass sie typische Merkmale des Asperger-Syndroms zeigt – woraus wiederholt Konflikte resultieren. Zudem setzt sie sich mit ihrem Vater und den Folgen seiner Erziehung auseinander. Reagan strebt danach, Chefin von Cognito Inc. zu werden, um die Welt zu verbessern.

- Rand Ridley ist der Vater von Reagan und zu Beginn der ersten Staffel ehemaliger CEO von Cognito Inc. Er ist geschieden, lebt bei seiner Tochter und intrigiert gegen die Firma, um sich zu rächen. Am Ende des ersten Teils der ersten Staffel übernimmt er als größter Anteilseigner erneut den Chefposten bei Cognito Inc.

- Brett Hand ist neben Reagan Ridley Co-Teamleiter bei Cognito Inc. Er bildet mit seinem Sozialverhalten das Gegenstück zu Reagan und bemüht sich stets darum, sich beliebt zu machen.

- J. R. Scheimpough ist zu Beginn der Serie der CEO von Cognito Inc. Am Ende des ersten Teils der ersten Staffel wird er in dieser Funktion durch Rand ersetzt.

- Robotus, ein Androide, wird in der ersten Folge von Reagan gebaut, um den US-Präsidenten zu ersetzen, was allerdings scheitert, da er sich zu einer eigenständigen künstlichen Intelligenz entwickelt. Er wird daraufhin eingesperrt und gelegentlich von Reagan als Berater genutzt.

- Zum Team von Cognito Inc. gehören zudem der Biochemiker Dr. Andre, der vor allem mit Drogen experimentiert, die PR-Expertin Gigi Thompson, der Supersoldat Glenn Dolphman (Kreuzung aus Mensch und Delfin) sowie Magic Myc, einem Bewohner der Hohlerde, der einem Pilz ähnelt und Gedanken lesen kann.

## Synchronisation
Die Serie wurde durch die TV+Synchron Berlin GmbH ins Deutsche übersetzt. Die Dialogregie führte Fabian Kluckert, die Dialogbücher verfasste für Staffel 1 Sven Plate und für Staffel 2 Hagen Schulz.
| Rolle             | Originalsprecher     | Deutscher Sprecher |
| ----------------- | -------------------- | ------------------ |
| Reagan Ridley     | Lizzy Caplan         | Marieke Oeffinger  |
| Rand Ridley       | Christian Slater     | Erich Räuker       |
| Brett Hand        | Clark Duke           | Tobias Müller      |
| J. R. Scheimpough | Andrew Daly          | Gerald Schaale     |
| Dr. Andre         | Bobby Lee            | Rainer Fritzsche   |
| Glenn Dolphman    | John DiMaggio        | Bernd Vollbrecht   |
| Gigi Thompson     | Tisha Campbell       | Jill Böttcher      |
| Magic Myc         | Brett Gelman         | Armin Schlagwein   |
| Robotus           | Chris Diamantopoulos | Marco Kröger       |

## Episodenliste
| Nr. (ges.) | Nr. (St.) | Deutscher Titel                 | Originaltitel                           | Erstveröffentlichung USA | Regie                             | Drehbuch                                         |
| ---------- | --------- | ------------------------------- | --------------------------------------- | ------------------------ | --------------------------------- | ------------------------------------------------ |
| 1          | 1         | Der Roboterpräsident            | Unpresidented                           | 22. Okt. 2021            | Pete Michels & Vitaliy Strokous   | Shion Takeuchi                                   |
| 2          | 2         | Der teuerste Goldfisch der Welt | Clone Gunman                            | 22. Okt. 2021            | Pete Michel & Mike Hollingsworth  | Chase Mitchell                                   |
| 3          | 3         | Blaues Blut                     | Blue Bloods                             | 22. Okt. 2021            | Vitaliy Strokous                  | Alex Hirsch & Aaron Burdette                     |
| 4          | 4         | (S)Ex Machina                   | Sex Machina                             | 22. Okt. 2021            | David Ochs                        | Adam Lederer & Burke Scurfield                   |
| 5          | 5         | Zurück in die 80er              | The Brettfast Club                      | 22. Okt. 2021            | Vitaliy Strokous & Mike Bertino   | Mike Dow & Devon Kelly                           |
| 6          | 6         | Hochzeit am Rande der Erde      | My Big Flat Earth Wedding               | 22. Okt. 2021            | David Ochs                        | Mike Dow & Devon Kelly                           |
| 7          | 7         | Totgesagte ghosten länger       | Ghost Protocol                          | 22. Okt. 2021            | Pete Michels & Mike Hollingsworth | Chase Mitchell                                   |
| 8          | 8         | Tötet Buzz                      | Buzzkill                                | 22. Okt. 2021            | Vitaliy Strokous                  | Alisha Brophy & Scott Miles                      |
| 9          | 9         | Maulwurfjagd                    | Mole Hunt                               | 22. Okt. 2021            | David Ochs                        | Adam Lederer & Burke Scurfield                   |
| 10         | 10        | In Reagans Kopf                 | Inside Reagan                           | 22. Okt. 2021            | Mollie Helms & Vitaly Strokous    | Alisha Brophy & Scott Miles & Shion Takeuchi     |
| 11         | 11        | Reagans Rache                   | How Reagan Got Her Grove Back           | 18. Nov. 2022            | David Ochs                        | Chase Mitchell & Shion Takeuchi                  |
| 12         | 12        | Whoas-Feratu                    | Whoas-Feratu                            | 18. Nov. 2022            | Mike Bertino                      | Alisha Brophy Mike Dow & Devon Kelly Scott Miles |
| 13         | 13        | Klassentreffen                  | Reagan & Mychelle's Hive School Reunion | 18. Nov. 2022            | Mollie Helms                      | Mike Dow & Devon Kelly                           |
| 14         | 14        | Reagan, Ron und der Papst       | We Found Love in a Popeless Place       | 18. Nov. 2022            | David Ochs                        | Adam Lederer & Burke Scurfield                   |
| 15         | 15        | Brett auf Sendung               | Brettwork                               | 18. Nov. 2022            | Hanna Cho & Vitaly Strokous       | Alisha Brophy & Scott Miles                      |
| 16         | 16        | Rondemie                        | Rontagion                               | 18. Nov. 2022            | Mollie Helms                      | Mike Dow & Devon Kelly                           |
| 17         | 17        | Projekt Neuanfang               | Project Reboot                          | 18. Nov. 2022            | Mike Bertino                      | Chase Mitchell                                   |
| 18         | 18        | Appleton                        | Appleton                                | 18. Nov. 2022            | David Ochs                        | Daniel Kibblesmith & Shion Takeuchi              |

## Produktion und Ausstrahlung
Im April 2019 bestellte Netflix 20 Folgen der Serie. Ein Trailer wurde im September 2021 veröffentlicht, die ersten zehn Folgen sind seit dem 22. Oktober 2021 bei Netflix verfügbar. Der zweite Teil der ersten Staffel wurde am 18. November 2022 veröffentlicht. Im Juni 2022, noch vor Veröffentlichung des zweiten Teils der ersten Staffel, wurde bekannt, dass eine zweite Staffel geplant ist. Anfang 2023 wurde die zweite Staffel jedoch kassiert.